# Diana Wynne Jones
Diana Wynne Jones (Londres, 16 de agosto de 1934 — Bristol, 26 de março de 2011) foi uma escritora britânica, autora de livros de fantasia (livros infantis e adultos) e de não-ficção. É conhecida no Brasil por sua série Os Mundos de Crestomanci, e por ser a autora do livro que deu origem ao filme Howl's Moving Castle, adaptado pelo diretor japonês Hayao Miyazaki.

## Biografia
Era filha de Marjorie e Richard Aneurin Jones, ambos professores. Quando foi anunciada a Segunda Guerra Mundial, às vésperas de seu quinto aniversário, Diana foi levada à casa dos avós no País de Gales e dali em diante se mudou várias vezes, incluindo períodos em Coniston Water, York, voltando a Londres e se fixando em Essex. Quando era criança, decidiu ser ateia, decisão que seguiu por toda a vida. Cursou inglês na Universidade de Oxford, onde teve aulas com C. S. Lewis (autor de Crônicas de Nárnia) e J. R. R. Tolkien (autor de O Senhor dos Anéis), formando-se em 1956. No mesmo ano casou-se com John Burrow, com quem teve três filhos. Após um breve período em Londres, em 1957, o casal retornou a Oxford, onde permaneceram até se mudarem para Bristol em 1976, onde residiu até a sua morte.
Parte de sua série de livros Os Mundos de Crestomanci e da série de O Castelo Animado foram publicados em português no Brasil, porém grande parte de sua obra (que soma mais de quarenta livros) ainda não tem versões em português.
As edições em inglês, que estiveram fora de linha, têm sido republicadas, possivelmente pelo aumento do interesse pela leitura e pela fantasia entre os leitores jovens após o sucesso da série Harry Potter.
Diana recebeu vários prêmios no Reino Unido e nos Estados Unidos por seus livros e foi nomeada doutora Honorária em literatura pela Universidade de Bristol.
Os livros de Diana têm temas que vão de situações absurdas, porém lógicas (o que é particularmente evidente no fim de seus livros), a crítica social e paródia literária. Deste último tipo se destaca Tough Guide to Fantasyland ("Guia turístico para o mundo da fantasia"), que apresenta uma crítica muito bem humorada dos clichês nas histórias de fantasia.
Ela gostava de pensar em situações em que o mundo seria diferente então frequentemente a ação se passa em um universo com muitas dimensões, com direito a interação de personagens vindos de seus livros anteriores, que viajam de um mundo ao outro através de magia. Isso é bastante evidente na série Os Mundos de Crestomanci e O Castelo no Ar onde Howl e Sophie (O Castelo Animado) aparecem.
Jones foi diagnosticada com tumor no pulmão em 2009. Passou por uma cirurgia em julho desse ano e relatou que o procedimento havia tido sucesso. Todavia, em 2010, ela anunciou que iria interromper a quimioterapia, devido à profunda dor que causava. Diana Wynne Jones nunca abandonou a escrita e se dedicou avidamente a deixar um livro para ser lançado postumamente. Em 26 de Março de 2011, por causa da doença, Diana veio a óbito.

### Os Mundos de Crestomanci
1. Vida Encantada (1977) (Charmed Life)
2. As Vidas de Christopher Chant(1988) (The Lives of Christopher Chant)
3. Os Magos de Caprona (1980) (The Magicians of Caprona)
4. A Semana dos Bruxos (1982) (Witch Week)
5. Mil Mágicas (2000)(Mixed Magics)
6. Conrad's Fate(2005)
7. The Pinhoe Egg (2006)

### Série do Castelo Animado
1. O Castelo Animado(1986) (Howl's Moving Castle) – Inspirou o filme Hauru no ugoku shiro de Hayao Miyazaki
2. O Castelo no Ar (1990) (Castle in the Air)
3. A Casa dos Muitos Caminhos (2008) (The House of Many Ways)

### Série Magids
- Deep Secret (1997) (classificado como adulto)
- The Merlin Conspiracy (2003)

### Quarteto Dalemark
- Cart and Cwidder (1975)
- Drowned Ammet (1977)
- The Spellcoats (1979)
- Crown of Dalemark (1993)

### Série Derkholm
- Dark Lord of Derkholm (1998)
- Year of the Griffin (2000)

### Outros livros
- The Changeover (1970) (classificado como adulto)
- Wilkins' Tooth (1973)
- The Ogre Downstairs (1974)
- Dogsbody (1975)
- Eight Days of Luke (1975)
- Power of Three (1977)
- The Time of the Ghost (1981)
- The Homeward Bounders (1981)
- Archer's Goon (1984)
- Fire and Hemlock (1985)
- A Tale of Time City (1987)
- Wild Robert (1989)
- Black Maria (1991) (ou Aunt Maria)
- Yes, Dear (1992)
- A Sudden Wild Magic (1992)
- Hexwood (1993)
- Puss in Boots (1999) (classificado como infantil)
- The Game (2007)
- Enchanted Glass (2010)
- Earwig and the Witch (2011) (classificado como infantil)

### Coletânea
- Warlock at the Wheel and Other Stories (1981) (Contem duas histórias publicadas também em Mil Mágicas)
- Stopping for a Spell (1993)
- Everard's Ride (1994)
- Minor Arcana (1996)
- Believing is Seeing (1999)
- Unexpected Magic (2002)

### Não-ficção e poesia
- The Skiver's Guide (1984)
- A Slice of Life(1991), publicado em Now We Are Sick
- The Shape of the Narrative in The Lord of The Rings (1994), publicado em conjunto com Everard's Ride
- The Tough Guide To Fantasyland(1997)